# I liga urugwajska w piłce nożnej (1960)
- Mistrz Urugwaju 1960: CA Peñarol
- Wicemistrz Urugwaju 1960: CA Cerro
- Copa Libertadores 1961: CA Peñarol
- Spadek do drugiej ligi: Sud América Montevideo
- Awans z drugiej ligi: Danubio FC

Mistrzostwa Urugwaju w roku 1960 były mistrzostwami rozgrywanymi według systemu, w którym wszystkie kluby rozgrywały ze sobą mecze każdy z każdym u siebie i na wyjeździe, a o tytule mistrza i dalszej kolejności decydowała końcowa tabela.

## Primera División

### Końcowa tabela sezonu 1960
| Poz | Klub                      | Mecze | Zw | Rem | Por | Pkt | BrZd | BrStr |
| --- | ------------------------- | ----- | -- | --- | --- | --- | ---- | ----- |
| 1   | CA Peñarol                | 18    | 11 | 6   | 1   | 28  | 44   | 18    |
| 2   | CA Cerro                  | 18    | 13 | 2   | 3   | 28  | 43   | 21    |
| 3   | Club Nacional de Football | 18    | 10 | 4   | 4   | 24  | 45   | 22    |
| 4   | Fénix Montevideo          | 18    | 5  | 6   | 7   | 16  | 20   | 31    |
| 5   | Defensor Sporting         | 18    | 3  | 9   | 6   | 15  | 17   | 22    |
| 6   | Racing Montevideo         | 18    | 7  | 1   | 10  | 15  | 26   | 32    |
| 7   | Rampla Juniors            | 18    | 5  | 5   | 8   | 15  | 20   | 32    |
| 8   | Montevideo Wanderers      | 18    | 5  | 5   | 8   | 15  | 19   | 27    |
| 9   | Liverpool Montevideo      | 18    | 6  | 2   | 10  | 14  | 25   | 36    |
| 10  | Sud América Montevideo    | 18    | 3  | 4   | 11  | 10  | 15   | 33    |

Wobec równej liczby punktów dwa najlepsze kluby w tabeli rozegrały baraż o tytuł mistrza Urugwaju.
| Mecz                      |
| ------------------------- |
| CA Peñarol – CA Cerro 3:1 |

Mistrzem Urugwaju został klub CA Peñarol.

### Klasyfikacja strzelców bramek
| Gole | Piłkarz             | Klub       |
| ---- | ------------------- | ---------- |
| 14   | Ángel Rubén Cabrera | CA Peñarol |